# Абрамовка (Речицкий район)
Абра́мовка (бел. Абрамаўка) — деревня, входящая в Борщевском сельсовете Речицкого района Гомельской области Белоруссии.

## География

### Расположение
В 27 км на восток от Речицы, в 23 км от Гомеля и в 7 км от железнодорожной станции Якимовка.

## Транспортная система
Рядом находится автодорога Калинковичи — Гомель.
В деревне 36 жилых домов (2004 год). Планировка состоит из прямолинейной улицы, ориентированной с юго-запада на северо-восток. Застройка двухсторонняя, деревянные дома усадебного типа.

## История
Согласно письменным источникам деревня известна с XIX века она входила в состав Телешевской волости Речицкого уезда Минской губернии. В 1876 году помещик Гуринович владел здесь 340 десятинами земли.
В 1926 году входила в состав Дятловичского района Гомельской области. В 1930 году организован колхоз. В 1959 году деревня находилась в составе колхоза «Борщевка» с центром в деревне Борщевка.

## Население

### Численность
2004 год — 36 дворов, 66 жителей.

### Динамика
- 1881 год — 8 дворов, 84 жителя.
- 1897 год — 19 дворов, 119 жителей (согласно переписи).
- 1926 год — 224 жителя.
- 1959 год — 201 житель (согласно переписи).
- 2004 год — 36 дворов, 66 жителей.